# Cafeteria
Cet article concerne le genre d'algue. Pour lieu de restauration, voir Cafétéria.
Genre
Cafeteria est un genre de Chromistes  de l'embranchement des Bigyra, de la classe des Bikosea et de la famille de Cafeteriaceae.

## Description
Les Cafeteria sont des cellules incolores, nues, réniformes et légèrement aplaties, portant 2 flagelles inégaux, se fixant à un substrat par la pointe du flagelle lisse. Ce dernier est dirigé vers l'arrière et suit un sillon peu profond sur la surface ventrale des cellules, permettant la progression des cellules natatoires. Le flagelle poilu est dirigé vers l'avant, formant un arc chez les cellules sessiles. 
La zone cytostomiale (orifice buccal) est située à côté des flagelles. Les cellules se nourrissent de bactéries en suspension. Leur reproduction est inconnue à ce jour (avril 2011).

## Liste d'espèces
Selon AlgaeBase (9 sept. 2022) :
- Cafeteria marsupialis J.Larsen & D.J.Patterson, 1990
  - Holotype de Cafeteria roenbergensis Fenchel & D.J.Patterson, 1988
- Cafeteria minuta (Ruinen) Larsen & D.J.Patterson, 1990
- Cafeteria roenbergensis Fenchel & D.J.Patterson, 1988 espèce type

Selon World Register of Marine Species (9 sept. 2022) :
- Cafeteria marsupialis Larsen & Patterson, 1990
- Cafeteria minuta (Ruinen) Larsen & D.J.Patterson, 1990
- Cafeteria roenbergensis Fenchel & D.J.Patterson, 1988